# ASCL5
ASCL5 (англ. Achaete-scute family bHLH transcription factor 5) – білок, який кодується однойменним геном, розташованим у людей на 1-й хромосомі. Довжина поліпептидного ланцюга білка становить 278 амінокислот, а молекулярна маса — 29 462.
| 10         |  | 20         |  | 30         |  | 40         |  | 50         |
| ---------- |  | ---------- |  | ---------- |  | ---------- |  | ---------- |
| MPMGAAERGA |  | GPQSSAAPWA |  | GSEKAAKRGP |  | SKSWYPRAAA |  | SDVTCPTGGD |
| GADPKPGPFG |  | GGLALGPAPR |  | GTMNNNFCRA |  | LVDRRPLGPP |  | SCMQLGVMPP |
| PRQAPLPPAE |  | PLGNVPFLLY |  | PGPAEPPYYD |  | AYAGVFPYVP |  | FPGAFGVYEY |
| PFEPAFIQKR |  | NERERQRVKC |  | VNEGYARLRG |  | HLPGALAEKR |  | LSKVETLRAA |
| IRYIKYLQEL |  | LSSAPDGSTP |  | PASRGLPGTG |  | PCPAPPATPR |  | PDRPGDGEAR |
| APSSLVPESS |  | ESSCFSPSPF |  | LESEESWH   |  |            |  |            |

A: Аланін

C: Цистеїн

D: Аспарагінова кислота

E: Глутамінова кислота

F: Фенілаланін

G: Гліцин

H: Гістидин

I: Ізолейцин

K: Лізин

L: Лейцин

M: Метіонін

N: Аспарагін

P: Пролін

Q: Глутамін

R: Аргінін

S: Серин

T: Треонін

V: Валін

W: Триптофан

Задіяний у таких біологічних процесах, як транскрипція, регуляція транскрипції. 
Білок має сайт для зв'язування з ДНК. 
Локалізований у ядрі.